# Johannes F. Coy
Johannes F. Coy (* 15 de diciembre de 1963 en Otzberg im Odenwald) es un biólogo e investigador alemán del cáncer. Es el descubridor de los genes TKTL1 y DNaseX (Apo10). Según los últimos hallazgos de la investigación evolutiva, TKTL1 es un gen clave que desencadenó una mayor formación de neuronas en el neocórtex y mejoras estructurales en el cerebro en comparación con los neandertales, lo que permitió los logros cognitivos de los humanos modernos (Homo sapiens).

## Vida y labor científica
Johannes Coy inició sus estudios de biología en la Universidad Eberhard Karls de Tubinga en 1985, y los finalizó en 1990 con especialización en genética molecular y humana, así como en bioquímica. Ese mismo año se trasladó al Centro Alemán del Cáncer (DKFZ) de Heidelberg, donde, tras completar su tesis de licenciatura (cartografía de un gen supresor de tumores en neuroblastoma), pasó a formar parte del proyecto de investigación Análisis del genoma molecular, bajo la dirección del entonces director del DKFZ y posterior Premio Nobel de Medicina, el profesor Harald zur Hausen.
Durante este tiempo, se concentró en la identificación de genes y descubrió los dos genes TKTL1 y DNaseX (Apo10) en este contexto. En 1996 obtuvo la mención summa cum laude por su tesis basada en el descubrimiento de los dos genes. A partir de sus análisis de los genes TKTL1 y DNaseX (Apo10), Coy llegó a la conclusión de que ambos genes tenían potencial para ser nuevos marcadores diagnósticos del cáncer.
En su labor científica posterior, Coy se dedicó en adelante a la investigación holística del metabolismo de las células tumorales, en particular a la aplicación de los dos genes para la detección precoz del cáncer sobre la base de pruebas diagnósticas. Descubrió que la coocurrencia de TKTL1 y DNaseX (Apo10) en macrófagos es indicativa de cáncer y contribuyó al desarrollo de un análisis de sangre que detecta TKTL1 y DNaseX (Apo10) en macrófagos.
También descubrió la vía TKTL1 y el metabolismo del azúcar asociado que permite prevenir y reparar el daño celular.
Los desarrollos diagnósticos de Coy como resultado de su investigación incluyen:
- Detección de epítopos en monocitos (EDIM): método de detección de biomarcadores en células del sistema inmunitario innato en muestras de sangre.

- Método automatizado de citrometría de flujo

- Análisis de sangre basados en citometría de flujo

Johannes Coy es titular de varias patentes en el campo de la investigación y el diagnóstico del cáncer, entre ellas DNaseX y TKTL1:
- ADN que codifica la DNasa y vectores relacionados, células huésped y anticuerpos (DNaseX)[9]

- Proteína relacionada con la transcetolasa (TKTL1)[10]

## Premios
- 2007: Premio Waltraut Fryda: Concedido en el Congreso Internacional de Medicina Biológica del Cáncer por la elucidación del papel del gen TKTL1 en el metabolismo fermentativo de las células cancerosas.

- 2006: Premio Científico Diaita: concedido por la Gesellschaft für Ernährungsmedizin und Diätetik e.V. (ahora Fachgesellschaft für Ernährungstherapie und Prävention (FET) e.V.) de Médica por su destacado compromiso científico en el campo de la investigación, el diagnóstico y la terapia del cáncer.

## Publicaciones (selección)
2022
- Blood-Test Based Targeted Visualization Enables Early Detection of Premalignant and Malignant Tumors in Asymptomatic Individuals[11]

2017
- EDIM-TKTL1/Apo10 Blood Test: An Innate Immune System Based Liquid Biopsy for the Early Detection, Characterization and Targeted Treatment of Cancer[5]

2016
- A key role for transketolase-like 1 in tumor metabolic reprogramming[6]

2013
- A biomarker based detection and characterization of carcinomas exploiting two fundamental biophysical mechanisms in mammalian cells[12]

2009
- Transketolase-like protein 1 (TKTL1) is required for rapid cell growth and full viability of human tumor cells[13]

2006
- Expression of transketolase TKTL1 predicts colon and urothelial cancer patient survival. Warburg effect reinterpreted[7]

2005
- Mutations in the transketolase-like gene TKTL1. Clinical implications for neurodegenerative diseases, diabetes and cancer[8]

2000
- Functional characterization of DNase X, a novel endonuclease expressed in muscle cells[14]

1996
- Molecular cloning of tissue-specific transcripts of a transketolase-related gene. Implications for the evolution of new vertebrate genes[1]

- Isolation, differential splicing and protein expression of a DNase on the human X chromosome[2]